# Arrondissement d'Embrun
L'arrondissement d'Embrun est un ancien arrondissement du département des Hautes-Alpes. Il fut créé le 17 février 1800 et supprimé le 10 septembre 1926. Les cantons reviennent à l'arrondissement de Gap et à l'arrondissement de Briançon pour le canton de Guillestre.

## Composition
Il comprenait les cantons de Chorges, Embrun, Guillestre, Orcières et Savines-le-Lac.

## Sous-préfets
| Période           | Période           | Identité                                    | Fonction précédente                                         | Observation                                                                  |
| ----------------- | ----------------- | ------------------------------------------- | ----------------------------------------------------------- | ---------------------------------------------------------------------------- |
| 1800              |                   | Pierre-Alexandre-Antoine Nicolas de Meissas |                                                             |                                                                              |
| 1804              | 1814              | Viguier-Chatillon                           |                                                             |                                                                              |
| 23 août 1830      | 30 mai 1841       | Jean-Baptiste Jaubert                       |                                                             | Nommé sous-préfet de Vendôme                                                 |
| 7 juillet 1841    | 7 juillet 1841    | Hugues Michel                               |                                                             | Non installé                                                                 |
| 16 mars 1870      | 29 septembre 1870 | Robert Le Barrois d'Orgeval                 | Sous-préfet de Briançon                                     | Démissionne à la chute Second Empire                                         |
| 6 janvier 1874    | 28 août 1874      | Louis Tardy de Montravel                    | Sous-préfet du Blanc                                        | Nommé sous-préfet de Saint-Amand                                             |
| 12 janvier 1880   | 26 mars 1880      | Alexis Rochas                               |                                                             | Nommé sous-préfet de Puget-Théniers                                          |
| 26 mars 1880      | 28 février 1882   | Louis Mantin                                | Conseiller de préfecture de l'Hérault                       | Nommé sous-préfet de Cosne                                                   |
| 28 février 1882   | 14 mars 1882      | Jean Gardavaux                              | Sous-préfet de Sancerre                                     | Mis en disponibilité sur sa demande                                          |
| 14 mars 1882      | 13 février 1886   | Étienne Delage                              | Sous-préfet de Castellane                                   | Nommé sous-préfet de Grasse                                                  |
| 13 février 1886   | 18 octobre 1887   | Vincent Guisquet                            | Sous-préfet de Sisteron                                     | Nommé sous-préfet d'Espalion                                                 |
| 18 octobre 1887   | 25 août 1888      | Marc Morin                                  | Conseiller de préfecture de la Somme                        | Nommé sous-préfet de Doullens                                                |
| 25 août 1888      | 31 décembre 1892  | Louis Masurier                              | Sous-préfet de Doullens                                     | Nommé sous-préfet de Loudun                                                  |
| 31 décembre 1892  | 4 février 1893    | Isaïe Valabrègue                            | Sous-préfet de Bar-sur-Seine                                | Remplacé                                                                     |
| 4 février 1893    | 10 avril 1894     | Henri Pélissier                             |                                                             | Nommé secrétaire général de la préfecture de la Haute-Marne                  |
| 10 avril 1894     | 31 juillet 1894   | Émile Buloz                                 | Rédacteur au ministère de l'Intérieur                       | Nommé sous-préfet d'Avallon                                                  |
| 31 juillet 1894   | 18 mars 1895      | André Perreymond                            |                                                             | Nommé sous-préfet de Lombez                                                  |
| 18 mars 1895      | 19 juillet 1898   | Charles Ebelot                              |                                                             | Nommé sous-préfet de Castelnaudary                                           |
| 19 juillet 1898   | 31 décembre 1899  | Charles Hardy                               | Sous-préfet de Lavaur                                       | Nommé sous-préfet de Saint-Jean-d'Angély                                     |
| 31 décembre 1899  | 24 septembre 1900 | Athanase Grosclaude                         | Sous-préfet de Rethel                                       | Remplacé                                                                     |
| 24 septembre 1900 | 4 décembre 1900   | Louis Bouquet-Nadaud                        | Sous-préfet de Castelsarrasin                               | Nommé secrétaire général de la préfecture de la Creuse                       |
| 4 décembre 1900   | 9 septembre 1902  | Charles Pauchard                            | Secrétaire général de la préfecture de la Creuse            | Nommé sous-préfet d'Apt                                                      |
| 9 septembre 1902  | 6 septembre 1904  | Guillaume Lauzerain                         | Conseiller de préfecture de Lot-et-Garonne                  | Nommé sous-préfet de Thonon                                                  |
| 6 septembre 1904  | 30 juin 1906      | Charles Touzet                              | Chef de cabinet du préfet de la Drôme                       | Nommé sous-préfet de Mauléon                                                 |
| 7 juillet 1906    | 8 juin 1907       | Georges Desbrest                            | Sous-préfet de Nyons                                        | Redevient sous-préfet de Nyons                                               |
| 8 juin 1907       | 27 juillet 1907   | Jean Party                                  | Chef de cabinet du préfet de la Côte-d'Or                   | Nommé secrétaire général de la préfecture de l'Ain                           |
| 27 juillet 1907   | 3 août 1907       | Charles Vié                                 | Secrétaire général de la préfecture des Pyrénées-Orientales | Nommé sous-préfet de Château-Thierry                                         |
| 3 août 1907       | 4 novembre 1907   | Ernest Meunier-Godin                        |                                                             | Mis en disponibilité sur sa demande                                          |
| 4 novembre 1907   | 2 novembre 1908   | Léon Marty                                  | Conseiller à la préfecture de Tarn-et-Garonne               | Nommé sous-préfet de Figeac                                                  |
| 2 novembre 1908   | 3 octobre 1910    | Marcel Boissonnade                          | Sous-préfet de Figeac                                       | Nommé sous-préfet de Marennes                                                |
| 3 octobre 1910    | 22 mars 1911      | Maurice de Veulle                           | Avocat à la cour d'appel de Paris                           | Nommé sous-préfet de Millau                                                  |
| 26 février 1911   | 22 novembre 1911  | Charles Scheffler                           | Secrétaire particulier du ministre des colonies Jean Morel  | Nommé chef du secrétariat particulier du ministre des colonies Albert Lebrun |
| 25 novembre 1911  | 12 janvier 1914   | Pierre Monnier                              | Chef de cabinet du préfet d'Ille-et-Vilaine                 | Nommé secrétaire général de la préfecture de la Savoie                       |
| 31 janvier 1914   | 3 mars 1914       | Jean Hirigoyen                              |                                                             | Mis en disponibilité sur sa demande                                          |
| 3 mars 1914       | 14 mars 1914      | Robert Simoutre                             |                                                             | Mis en disponibilité sur sa demande                                          |
| 14 mars 1914      | 16 janvier 1915   | Georges Saulnier                            | Conseiller de préfecture des Vosges                         | Mobilisé pour la guerre. Devient receveur particulier des Finances en 1919.  |
| 16 janvier 1915   | 24 avril 1915     | Georges Desbons                             |                                                             | Nommé sous-préfet d'Uzès                                                     |
| 24 avril 1915     | 4 mars 1920       | Charles de Susini                           | Secrétaire général de la préfecture des Hautes-Alpes        | Nommé sous-préfet de Châteaubriant                                           |
| 4 mars 1920       | 20 février 1921   | Alfred Papinot                              | Directeur de l'hygiène et de l'assistance publiques         | Nommé sous-préfet de Civray                                                  |
| 20 février 1921   | 31 décembre 1921  | Joseph Delpeyrou                            | Chef de cabinet du préfet de la Drôme                       | Nommé sous-préfet de Saint-Affrique                                          |
| 31 décembre 1921  | 5 octobre 1923    | Marie-Emmanuel Gomot                        | Attaché au cabinet du ministre (P. Marraud)                 | Nommé sous-préfet de Rochechouart                                            |
| 5 octobre 1923    | 12 janvier 1924   | Auguste Peyre                               | Sous-préfet de Prades                                       | Nommé secrétaire général de la préfecture de la Haute-Loire                  |
|                   |                   |                                             |                                                             |                                                                              |

## Liens
Chapitre 10 : Histoire de Napoleon